# Johann Peter Blank
Johann Peter Blank (* 19. Dezember 1925 in Berlin; † 13. Januar 2014 in Minden) war ein deutscher Eisenbahn-Ingenieur.

## Leben
Johann Peter Blank wurde am 19. Dezember 1925 in Berlin als eines von vier Kindern geboren. Sein Vater war Martin Blank. Mit 17 Jahren – nach bestandenem Not-Abitur – ging er freiwillig zur Marine. Später wurde er in die Infanterie versetzt, um an der Schlacht um Berlin teilzunehmen. In Oberhausen trat er nach Kriegsende ein Praktikum im Bergbau unter Tage an und er holte sein ordentliches Abitur nach. Anschließend studierte er Maschinenbau in Karlsruhe und Hannover. Dort trat er jeweils dem Corps Saxonia Karlsruhe und dem Corps Saxonia Hannover bei. In Karlsruhe focht er 1951 eine Mensur auf dem ersten Pauktag nach dem Zweiten Weltkrieg. Nach dem Studienabschluss arbeitete er bei der Bundesbahn in Hannover, Braunschweig, Hameln, Opladen, Wuppertal, Wiesbaden, Lübeck und Karlsruhe.
Seit 1971 war er in Minden tätig, wurde 1976 zum Präsidenten des Bundesbahn-Zentralamtes Minden ernannt und hatte das Amt bis zu seinem Ruhestand 1990 inne. Maßgeblich war er an der Erforschung und Entwicklung des Intercity-Express beteiligt. Für seine herausragenden Leistungen bekam er zum Ende seiner beruflichen Laufbahn das Bundesverdienstkreuz am Bande überreicht. Die Entwicklung der ICE-Fahrgastwagen, der neuen Intercity-Wagen 2. Klasse, der City-Bahn im Reiseverkehr und der Güterwagen für den Hochgeschwindigkeitsverkehr wurden von ihm wesentlich beeinflusst. Daneben war er  von 1980 bis 1988 der bislang einzige deutsche Präsident des Forschungs- und Versuchsamtes (ORE) des Internationalen Eisenbahnverbandes und hat seit langem Kontakte zu osteuropäischen Eisenbahnen gepflegt.

## Mitgliedschaften
- Mitglied im Corps Saxonia Karlsruhe
- Mitglied im Corps Saxonia Hannover
- Vorsitzender des Weinheimer Verbandes Alter Corpsstudenten (WVAC) von 1991 bis 1993
- Mitglied in der Historischen Kommission des WVAC (tw. Vorsitzender)
- Beirat im Stiftervereins Alter Corpsstudenten e.V.
- Verein der Freunde und Förderer Wachenburg Weinheim e.V.
- Mitglied der Vereinigung der Altpräsidenten der Deutschen Bundesbahn (davon 13 Jahre als Vorsitzender)
- Mitglied Deutschen Maschinentechnischen Gesellschaft

## Auszeichnungen
- Bundesverdienstkreuz am Bande (1991)
- Ehrenbursch Saxonia Karlsruhe (?)
- Ehrenbursch Saxonia Hannover (2010)

## Veröffentlichungen
- Johann Peter Blank (Hrsg.): Die Eisenbahntechnik: Entwicklung und Ausblick, Darmstadt, Hestra-Verlag, 1982, ISBN 3-7771-0169-9
- Johann Peter Blank (Hrsg.): Saxenspiegel Ausgabe 1-100 (1956–1997)
- Johann Peter Blank (Hrsg.): 150 Jahre Corps Saxonia Karlsruhe, Minden, 2007
- Johann Peter Blank (Hrsg.): Große Corpsliste der Saxonia Karlsruhe, Karlsruhe, 1973
- Mitautor in „100 Jahre Weinheimer Verband Alter Corpsstudenten – 1903 – 2003“, 2003, Herausgegeben von der Historischen Kommission im Auftrage des Vorstandes der WVAC e.V. Dr. Wulf Thommel